# 青春群像
『青春群像』（せいしゅんぐんぞう、原題:I Vitelloni）は1953年のイタリア映画。イタリアの田舎町で暮らす5人の若者の姿を描いた作品。映画監督業の芸術的発展に極めて重要な作品として認められ、1950年代イタリア社会の重要な変化を反映し、自伝的要素を持っている。原題は「雄牛」の意味。
1953年のヴェネツィア国際映画祭では銀獅子を獲得した。また第30回アカデミー賞では脚本賞にノミネートされた。今作の成功は、『白い酋長』（1952年）で商業的に失敗したフェリーニの評判を回復した。

## あらすじ
20代で定職についていない友人関係の5人の男たち、色男のファウスト、空想家のアルベルト、劇作家志望のレオポルド、美声のリッカルド、最年少のモラルドは田舎町のビーチで行われる美人コンテストを見学している。「1953年のミス水着」に選ばれたのはモラルドの妹サンドラだったが、サンドラは突然の不調で気絶し、ファウストの子を妊娠していることが明らかになる。ファウストは街を逃げだそうとするが父親に捕まり、結婚させられる。新婚旅行から帰ってくるとファウストは、姑の友人の店で働くことになるが、店主の妻を誘惑するなど浮気性は変わらない。しかしそれがきっかけで仕事をクビになってしまう。退職金代わりにとモラルドと共に店から天使像を盗み出すが、金にはならず、盗みもバレてしまう。4人の友人は失業中で、目的もなく怪しげなビリヤード場やカフェにたむろし、暇つぶしに荒涼とした吹きさらしのビーチを歩いている。モラルドは旅に出ることを夢見て、駅夫の少年と知り合う。アルベルトの姉は妻のいる男と不倫している。付き合いに反対していたアルベルトだが、やがて姉は男と駆け落ちしてしまう。レオポルドは街にやってきた老俳優に自作の戯曲を見せ、高く評価されるが、最終的に怖気づいてしまい、自分から逃げてしまう。やがて子供が生まれるが、ファウストは仕事に就かない。ファウストの浮気を知ったサンドラは、赤ん坊を連れて家出する。ファウストは4人の助けを借りて必死でサンドラを探し、最終的にファウストの家でサンドラを見つける。ファウストは父にベルトで叩かれるが、その後「改心」しサンドラとともに帰宅する。一方、ある朝モラルドは眠る友人たちを残し、あてのない旅に列車に乗って出発する。

## キャスト
- モラルド：フランコ・インテルレンギ（イタリア語版）
- アルベルト：アルベルト・ソルディ
- ファウスト：フランコ・ファブリーツィ（イタリア語版）
- レオポルド：レオポルド・トリエステ
- リッカルド：リッカルド・フェリーニ（フェリーニの弟）
- サンドラ（モラルドの妹）：レオノーラ・ルッフォ（イタリア語版）
- フランチェスコ（ファウストの父）：ジャン・ブロシャール（フランス語版）
- オルガ（アルベルトの姉）：クロード・ファレール（ドイツ語版）
- ミケーレ（雇い主）：カルロ・ロマーノ（イタリア語版）
- シニョーラ・ジュリア（雇い主の妻）：リダ・バーロヴァ
- モラルドの父：エンリコ・ヴィアリージオ
- モラルドの母：パオラ・ボルボーニ（イタリア語版）
- 映画館の神秘的な女性として：アルレット・ソバージュ
- 単純な農民：シルビオ・バゴリーニ
- ジゼッラ：ザビラ・シレンティ
- 侍女：マヤ・ニポーラ

## 製作
1952年に、フェリーニは、"現代のおとぎ話"を制作。三人で一緒に思春期の思い出を用い、急速にスクリプトを書いた。それがこの映画の元になっている。
戦後イタリアで最も重要な人気コメディアン、アルベルト・ソルディは、フェリーニの前作「白い酋長」から続いての出演であり、フランコ・ファブリーツィとフランコ・インテルレンギが共演した。

## 評価
フランチェスコ・カアラリは「フェリーニは魔法のタッチを持っている」と評した。エルマンノ・コンティーニは「強固な構造を持っていない。ストーリーはエピソードの積み重ねで、不連続である。退屈な不均衡がある。しかし、そのような欠点は、十分に映画の誠実さによって贖われ、信憑性がある」と評した。アルトゥーロ・ラノチータは「特定の目的のない夜のグラフィック。皮肉のタッチで自分自身を描いている。その弱点にもかかわらず、フィルムは、近年では最高の一つです。」と評した。ジュリオ・チェーザレ・カステッロは「フィルムはフェリーニがイタリア映画業界で最も才能のある風刺家、人間の行動の観察者、心理学者であることを証明した。良いモラリストのように、彼は単なる娯楽以上のものを提供する。彼は、お話に意味を与える方法を知っている」と評した。
『ニューヨーク・タイムズ』のボズレー・クラウザーは「フェリーニは、刺すような映画を作る」と評した。またジョン・サイモンは「ニーノ・ロータの音楽も良かった」と評した
イタリア系アメリカ人の映画監督マーティン・スコセッシは1999年の4時間ドキュメンタリー映画『マーティン・スコセッシ 私のイタリア映画旅行』で同作を扱い、「フェリーニが"フェリーニ"に、"あのイタリアの監督"になる前、"フェリーニ的"という言葉が生まれるはるか前に、彼は故郷リミニを舞台に一本の映画を撮り、自分の青春時代を描いた。彼の三作目の長編で、最初の傑作だ。僕がとても"つながり"を感じる作品であり、（内容は）成長期の僕の生活とほぼ同じだ（It was actually the one that I feel very connected to. The film of his relates most directly to my own life when I was growing up）」とした。
- スタンリー・キューブリックは雑誌『Cinema』のインタビューでお気に入りの映画10本を問われた際に、本作を1位に選んだ。彼が生涯で最も愛した作品とされる[4]。

フェリーニの没後10周年となる2003年に国際的に再公開された際、『サンフランシスコ・クロニクル』のミック・ラサール「感度、観察とユーモアの映画だった。フェリーニ愛好家には必見」と評した。また『シカゴ・トリビューン』のマイケル・ウィルは「イタリアでは、フェリーニの最も一貫して愛された映画の一つである。あなたはまだその素晴らしい酔ったシーンを覚えているかも。アルベルトのドラッグ・タンゴ。終わりの列車のトラックに小さな男の子が来るシーン。最初にそれを見たときより強く、もう一度感動できる」と評した。

### 受賞とノミネート
| 映画祭・賞           | 部門                 | 候補                                                               | 結果       | 参照 |
| -------------------- | -------------------- | ------------------------------------------------------------------ | ---------- | ---- |
| アカデミー賞         | 脚本賞               | トゥリオ・ピネッリ、フェデリコ・フェリーニ、エンニオ・フライアーノ | ノミネート |      |
| ヴェネチア国際映画祭 | サン・マルコ金獅子賞 | フェデリコ・フェリーニ                                             | ノミネート |      |
| ヴェネチア国際映画祭 | サン・マルコ銀獅子賞 | フェデリコ・フェリーニ                                             | 受賞       |      |